# セルヒオ・ロシェ
セルヒオ・ラモン・ロシェ・アルバレス（Sergio Ramón Rochet Álvarez, 1993年3月23日 - ）は、ウルグアイ・コロニア県ヌエバ・パルミラ出身のサッカー選手。カンピオナート・ブラジレイロ・セリエA・SCインテルナシオナル所属。ウルグアイ代表。ポジションはGK。

## 経歴

### クラブ
2012年にダヌービオFCのトップチームに所属、リーグ出場はなかったものの、将来性を買われ2014年5月にAZアルクマールと契約。2014-15シーズンに8試合に出場すると、2015~16シーズンより正GKに定着した。
2017年にスィヴァススポルに移籍。2年間所属し、2019年にクルブ・ナシオナル・デ・フットボールと契約した。
2023年7月13日、SCインテルナシオナルに移籍した。

### 代表
2021年5月に2022 FIFAワールドカップ・南米予選に向けてのウルグアイ代表に初招集。2022年1月28日の同予選のパラグアイ戦で先発で起用され代表初出場を果たし、1-0で完封勝利。続く2月2日のベネズエラ戦でも先発出場し、4-1で勝利した。
2022 FIFAワールドカップでは、ベテランのフェルナンド・ムスレラを抑えて初の国際大会に全試合出場するも、チームはグループステージ敗退となった。
2024年6月8日、コパ・アメリカ2024に出場するウルグアイ代表メンバーに選出された。

## 代表歴

### 出場大会
- ウルグアイ代表
  - 2022 FIFAワールドカップ

### 試合数
- 国際Aマッチ 18試合 0得点（2022年-）[7]

| ウルグアイ代表 | 国際Aマッチ | 国際Aマッチ |
| 年             | 出場        | 得点        |
| -------------- | ----------- | ----------- |
| 2022           | 11          | 0           |
| 2023           | 7           | 0           |
| 2024           |             |             |
| 通算           | 18          | 0           |

## タイトル
ナシオナル
- ウルグアイ・プリメーラ・ディビシオン: 2019, 2020, 2022
- スーペルコパ・ウルグアージャ: 2021